# Nathaniel Folsom
Nathaniel Folsom (28 de septiembre de 1726 - 26 de mayo de 1790) fue un comerciante y hombre de estado estadounidense. Fue delegado por Nuevo Hampshire en el Congreso Continental en 1774 y desde 1777 hasta 1780, como el Mayor General de la Milicia de Nuevo Hampshire.

## Vida personal
Folsom nació en una familia grande en Exeter, Nuevo Hampshire. Sus ancestros fueron unos de los primeros asentadores de Exeter, habiendo llegado con la familia Gilman, con la que estaban relacionados, desde Hingham, donde ambas familias se asentaron por un tiempo antes de moverse a Nuevo Hampshire. La ortografía original del apellido era Foulsham. Los Folsoms continuaron teniendo tierras fuera de Hingham, Norfolk, Inglaterra, muchos años después de abandonarlo por la Colonia de la Bahía de Massachusetts. En 1673, John Folsom de Exeter dio a su hijo Peter 200.000 m² de tierras en el Condado de Norfolk, Inglaterra, que heredó de su familia. El padre de Nathaniel Folsom, Jonathan (ca. 1685 - 1740) se casó con Ann Ladd (1691 - 1742), y ella dio a luz a Anna, Sarah, Lydia, Elizabeth, Abigail, John, Mary, Nathaniel, Jonathan, Samuel, Josiah, y Trueworthy.